# Amorots-Succos
Amorots-Succos település Franciaországban, Pyrénées-Atlantiques megyében. Lakosainak száma 224 fő (2022. január 1.). Amorots-Succos Arraute-Charritte, Béguios, Beyrie-sur-Joyeuse, Masparraute, Méharin, Orègue és Saint-Martin-d’Arberoue községekkel határos.

## Népesség
A település népességének változása:
| Lakosok száma | 240  | 238  | 237  | 232  | 229  | 233  | 233  | 230  | 224  |
|               | 2013 | 2015 | 2016 | 2017 | 2018 | 2019 | 2020 | 2021 | 2022 |